# 牧良長
牧 良長（まき よしなが、生没年未詳）は、美作三浦氏の家臣。河内。兄に牧尚春、弟に牧国信、子に牧藤介・牧藤蔵・牧左馬助がいる。
三浦貞勝に仕えていたが、永禄7年（1564年）12月15日に貞勝が三村家親に殺されたとき、宇喜多直家を頼って落ち延びた。同9年（1566年）2月、仇敵の家親が直家に殺されると、直家の支援のもとに貞勝の弟・三浦貞広を新当主として擁立して主家を再興するなど、三浦氏に忠誠を尽くした。
| スタブアイコン | サブスタブ | この項目は、まだ閲覧者の調べものの参照としては役立たない、人物に関連した書きかけの項目です。この項目を加筆・訂正などしてくださる協力者を求めています（P:人物伝/PJ:人物伝）。 |